# Зеландский ярус
| система                                                                          | отдел    | ярус          | Нижняя граница, млн лет |
| -------------------------------------------------------------------------------- | -------- | ------------- | ----------------------- |
| Неоген                                                                           | Миоцен   | Аквитанский   | 23,04                   |
| Палеоген                                                                         | Олигоцен | Хаттский      | 27,3                    |
| Палеоген                                                                         | Олигоцен | Рюпельский    | 33,9                    |
| Палеоген                                                                         | Эоцен    | Приабонский   | 37,71                   |
| Палеоген                                                                         | Эоцен    | Бартонский    | 41,03                   |
| Палеоген                                                                         | Эоцен    | Лютетский     | 48,07                   |
| Палеоген                                                                         | Эоцен    | Ипрский       | 56,0                    |
| Палеоген                                                                         | Палеоцен | Танетский     | 59,24                   |
| Палеоген                                                                         | Палеоцен | Зеландский    | 61,66                   |
| Палеоген                                                                         | Палеоцен | Датский       | 66,0                    |
| Мел                                                                              | Верхний  | Маастрихтский | больше                  |
| Деление и золотые гвозди в соответствии с IUGS по состоянию на декабрь 2024 года |          |               |                         |

Зеландский ярус (зеландий, зеланд) — стратиграфическое подразделение, средний (второй) ярус палеоценового отдела палеогеновой системы кайнозойской эратемы. Породы зеландского яруса образовались в течение зеландского века, который охватывает время от 61,6 млн лет назад до 59,2 млн лет назад.
Отложения зеландского яруса подстилаются породами датского яруса, перекрываются отложениями танетского яруса палеоценового отдела палеогеновой системы кайнозоя.
Впервые выделен Альфредом Розенкранцем в 1924 году. Название получил от датского острова Зеландия.